# Stoßsicherung
Eine Stoßsicherung ist bei mechanischen Armband-, Schmuck- und Taschenuhren ein elastisch gesichertes Lager, welches dazu dient, Stöße gegen die Zapfen der Unruhwelle abzufangen.
Die Unruh ist in zwei in der Platine und im Unruhkloben (bzw. der Unruhbrücke) angeordneten Lagern (aus Loch- und Deckstein bestehend) gelagert. Die filigranen Lagerzapfen der Unruh sind bei Stößen bruchgefährdet (vgl. Unruh). Sie weisen einen sehr kleinen Durchmesser auf. Die trompetenartige Zapfenform wirkt der Bruchgefahr entgegen, beseitigt sie jedoch nicht vollständig. Dies wird erst durch Stoßsicherungen gewährleistet.
Die verschiedenen Konstruktionen von Stoßsicherungen ermöglichen alle das Reinigen und das (erneute) Ölen der Stoßsicherung bei Bedarf.
Die erste Variante einer Stoßsicherung wurde von Abraham Louis Breguet erfunden und Pare-chute (auch Parachute) benannt. Weitere Entwicklungen waren in den 1930er Jahren das System Wyler (Unruh mit federnden Schenkeln) und ab den 1950er Jahren unter anderem die Parechoc- und die KIF Flector-Stoßsicherung der Firma Parechoc SA, die Etachoc von ETA, die Diashock von Seiko, die Parashock von Citizen, die bereits 1938 als großer Fortschritt in der Uhrentechnik bezeichnete Stoßsicherung Shock-Resist und die 1933 auf den Markt gekommene Super-Shock-Resist-Stoßsicherung sowie die heute meistens verwendete Incabloc-Stoßsicherung, fixiert mit einer (lyraförmigen) Klemmfeder. Im Jahr 1966 wurde von Parachoc S.A. das Stoßsicherungssystem KIF Reflector zusammen mit dem Reguliersystem als „Spirotor“ angeboten.
Incabloc Shock Protection System, kurz Incabloc, ist der Handelsname einer Befestigung für die Lager- und Decksteine der Unruh mit einer Leier-förmigen Feder. Sie wurde nach längeren Vorarbeiten 1933 durch Charles Ochsner, Georges Braunschweig und Fritz Marti in der Firma Universal Escapements Ltd. (Porte-Echappement Universal) in La Chaux-de-Fonds entwickelt und erstmals ab 1934 in den Uhren der Société des Montres West End SA eingesetzt. Verbessert 1938 ließ sich das System in alle Kaliber einbauen. Seit etwa 1960 werden Ankerwerke üblicherweise mit einer Stoßsicherung versehen. Sie wird bis heute unter anderem durch die Firma Incabloc SA produziert und vertrieben.
Als zusätzliche Stoßsicherung kann ein bogenförmiger und somit elastischer Steg des Unruhreifs (Incaflex) verwendet werden.
Auch die einfacheren und preisgünstigen Stiftankeruhren erhielten mit Antichoc, einem selbstschmierenden Membranlager, eine Stoßsicherung.

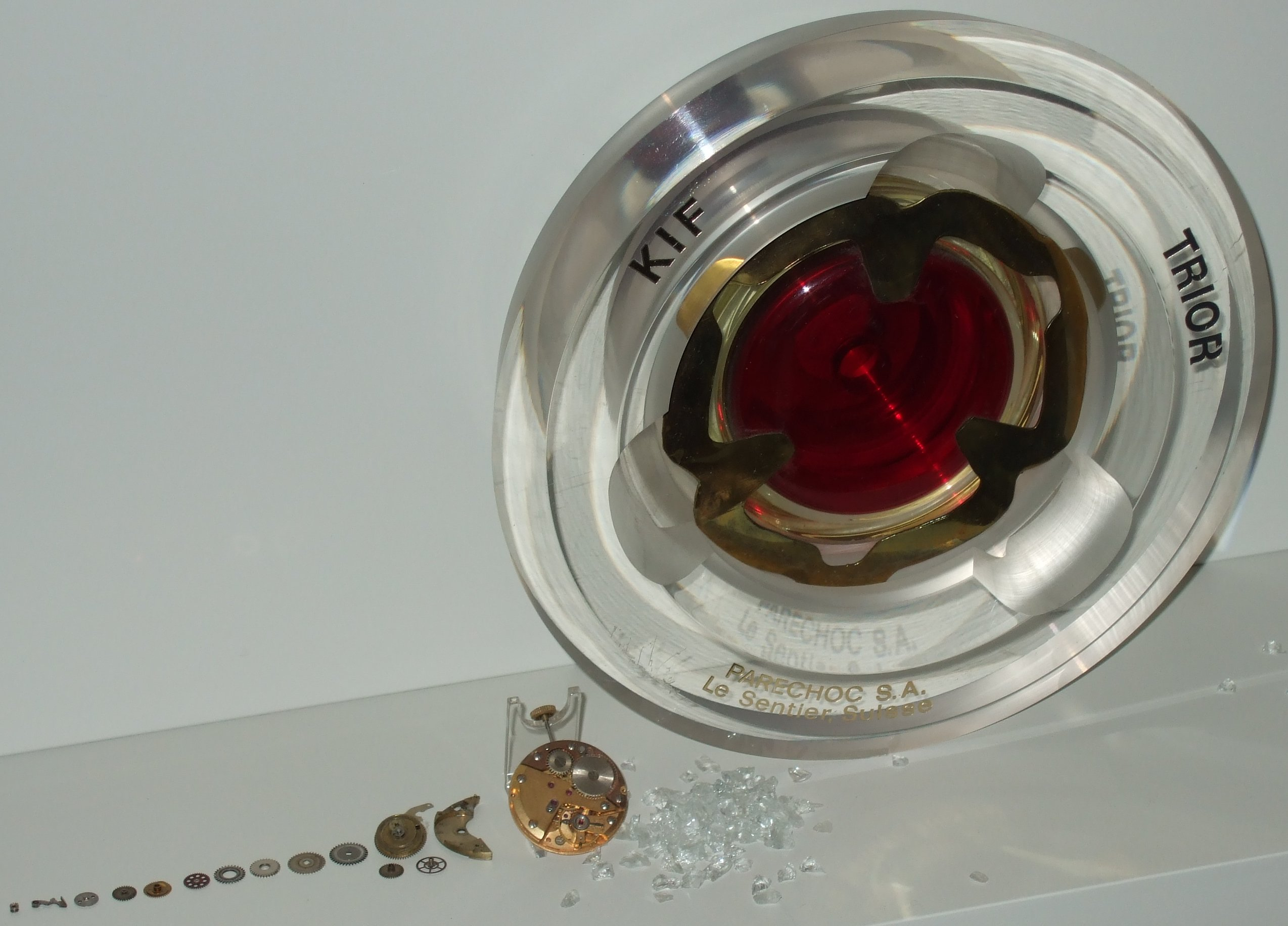
Modell der KIF-Stoßsicherung
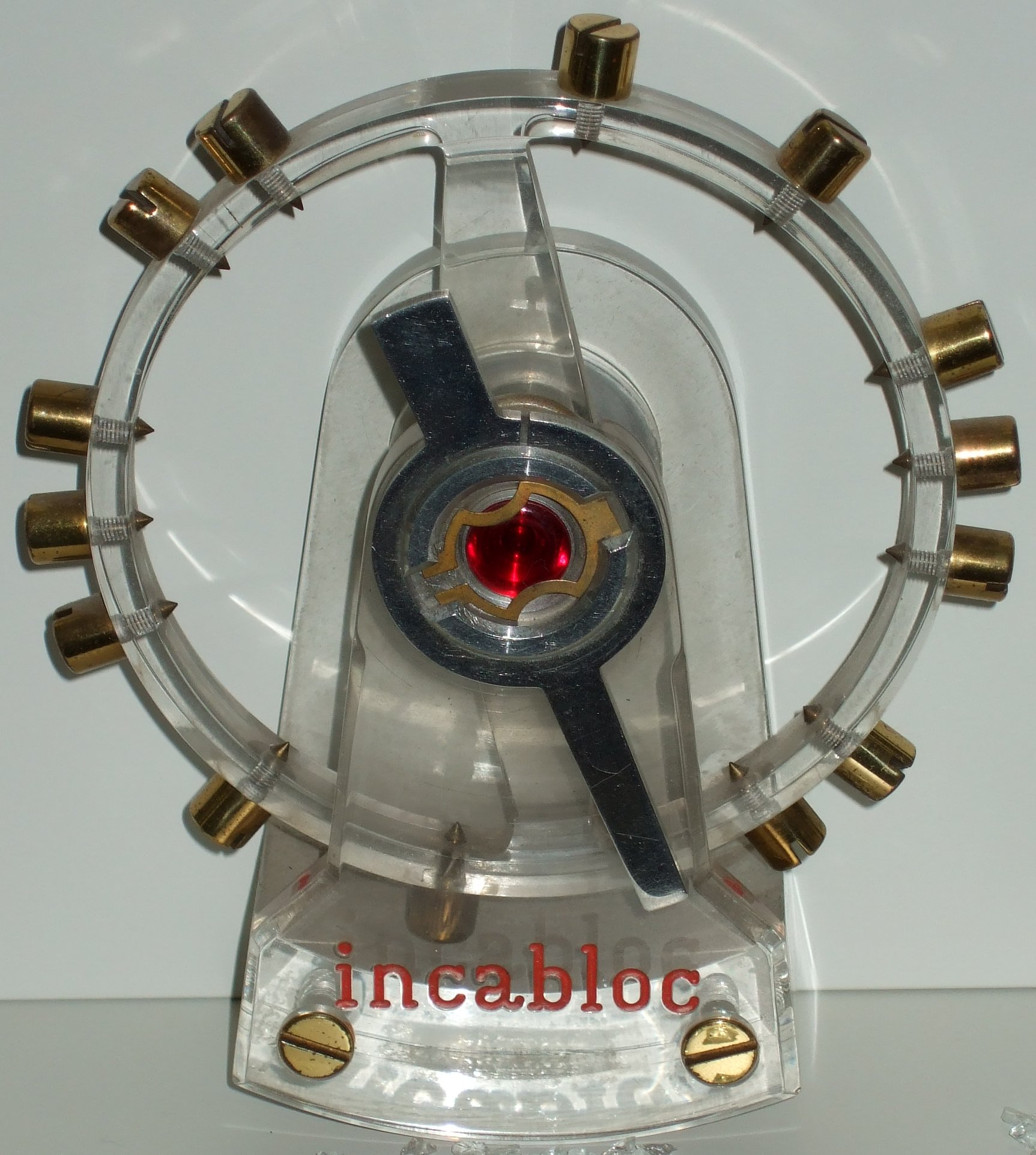
Modell der Incabloc-Stoßsicherung
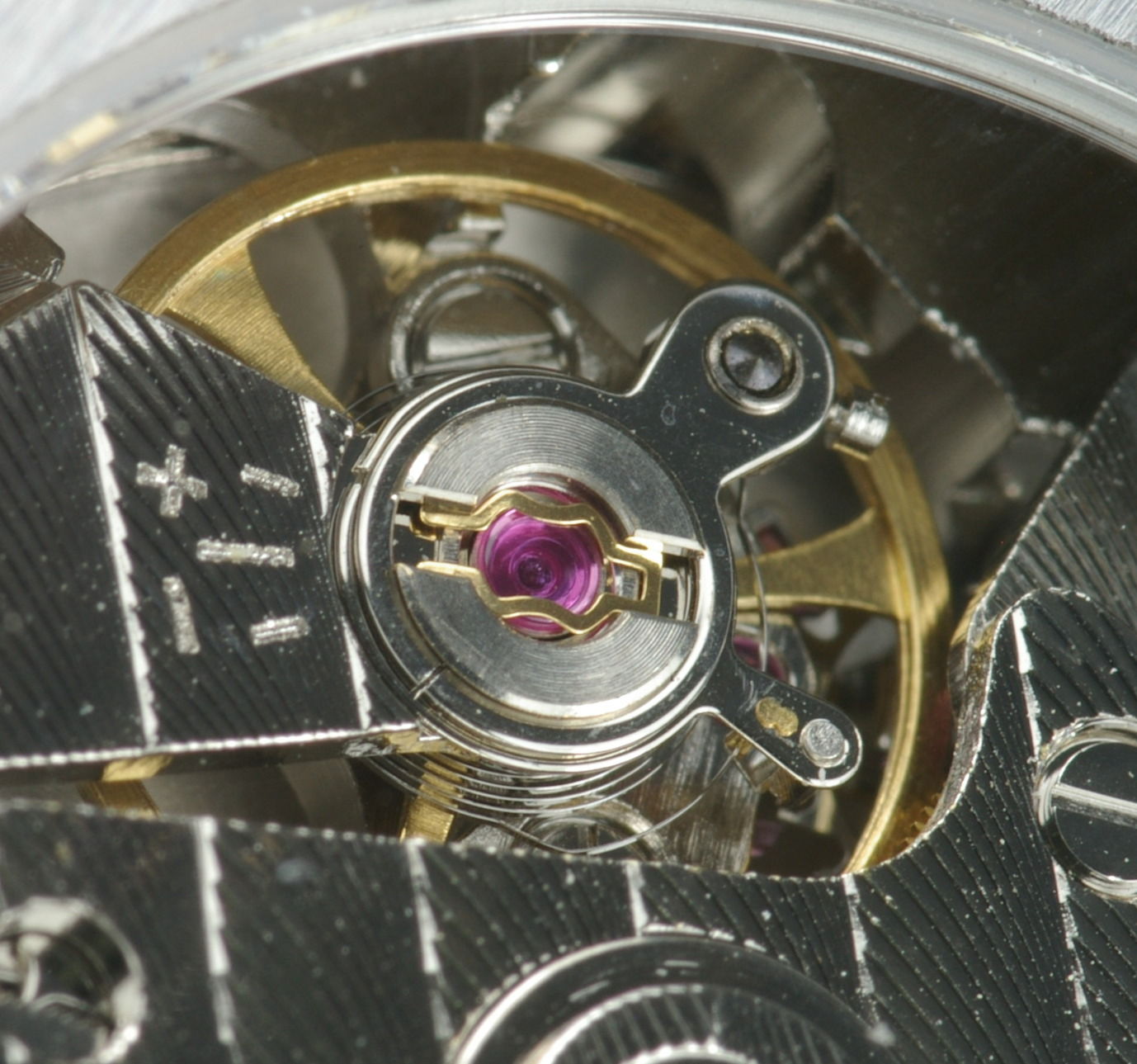
Incabloc-Stoßsicherung
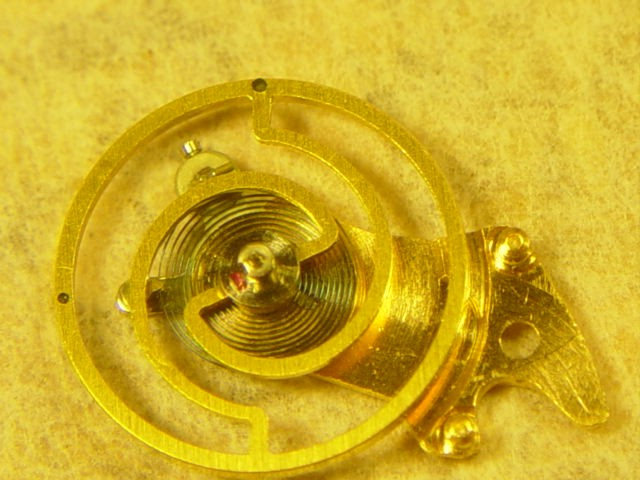
Incaflex-Unruh

## Einzelheiten

Einzelteile der Incabloc-Stoßsicherung
Montage der Incabloc-Stoßsicherung
Funktion der Incabloc-Stoßsicherung
Stoßsicherung Super-Shock-Resist
Stoßsicherung der Firma Junghans

Das Grundprinzip fast aller (mannigfaltigen) Stoßsicherungen besteht darin, dass bei einem Stoß auf die Unruh die Lagerzapfen die Lagersteine gegen eine Federkraft soweit verschieben, bis eine Anschlagfläche der (unter den gegebenen Bedingungen) unzerbrechlichen Unruhwelle an eine Begrenzungsfläche schlägt, die den Stoß abfängt. Die Zapfen sind dann entlastet. Die Federkraft ist so bemessen, dass einerseits bei dieser Bewegung die Bruchgrenze der Zapfen bei weitem nicht erreicht und andererseits das Gewicht der Unruh in jeder Lage der Unruhwelle sicher getragen wird. Nach dem Stoß kehren Unruh und Lagersteine durch die Federkraft in ihre Ausgangslage zurück. Die am weitesten verbreitete Stoßsicherung ist die der Firma Incabloc. Zu beachten ist, dass Stöße immer auf das Uhrgehäuse erfolgen und nur indirekt durch die Massenträgheit der Unruh an dieser wirksam werden. Der Gang der Uhr wird durch die Stoßkompensation nur unwesentlich beeinflusst.
Die Incabloc-Stoßsicherung besteht aus einer Lagerschale, die in der Platine oder im Unruhkloben (bzw. der Unruhbrücke) befestigt ist (eingepresst, geklemmt, verschraubt). Die Lagerschale besitzt kegelige Gleitflächen (Innenkegel) sowie Begrenzungsflächen. Die Steinfassung wird in die Lagerschale eingefügt. Sie ist ebenfalls mit kegeligen Gleitflächen (Außenkegel) versehen. Der Lochstein ist fest in die Steinfassung eingepresst. Der Deckstein liegt lose mit seiner ebenen Fläche zum Lochstein zeigend in der Steinfassung. Als Feder dient eine Blattfeder, die wegen ihrer dem altgriechischen Zupfinstrument ähnlichen Form als Lyrafeder bezeichnet wird. Sie kann in T-förmige Ausnehmungen in der Lagerschale eingeschoben und verhakt werden.
Die Stoßsicherung ist demontierbar. Das hat den Vorteil, dass sie bei Bedarf gereinigt und neu geölt werden kann. Im Bild ist die darauf folgende Montage dargestellt. Auf die ebene Fläche des Decksteins wird ein Tropfen Öl aufgebracht. Aufgrund der Oberflächenspannung (Kohäsion) nimmt das Öl eine Kuppelform an. Der Stein wird gewendet und in das Steinfutter eingelegt. Die Form des Lochsteins sorgt durch Kapillarwirkung (Ringkeil zwischen Loch- und Deckstein) dafür, dass das Öl im Zwischenraum zwischen Loch- und Deckstein in der Nähe des Steinlochs verbleibt. Nach Einsetzen der Unruh zieht es sich ein Stück am Zapfen hoch. Der mit dem Steinlager eingesetzte Deckstein verwölbt die im letzten Montageschritt verhakte Lyrafeder und spannt sie so vor.
Eine tragbare Uhr und damit die Unruh kann jede beliebige Lage einnehmen. Im Bild sind die Verhältnisse für die obere Stoßsicherung bei senkrechter Lage der Unruhwelle dargestellt. Andere (stoßfreie) Lagen unterscheiden sich gegenüber der senkrechten unbelasteten Lage nur dadurch, dass die Zapfen wegen der auf die Unruh wirkenden Gravitation ständig am jeweiligen Lochstein anliegen (ohne diese zu verschieben, da, wie oben erwähnt, die Federkraft entsprechend bemessen ist).
Bei einem senkrechten (im Bild nach oben gerichteten) Stoß verschiebt der Zapfen den Deckstein nach oben, bis die Anschlagfläche (Bund) der Unruhwelle auf die Begrenzungsfläche der Lagerschale (untere ebene Fläche) trifft und den Stoß abfängt. Die vom Öl vermittelte Adhäsion bewirkt, dass auch die Steinfassung (auf die der Zapfen in diesem Fall ja keine Kraft ausübt) nach oben bewegt wird. Ein radialer (waagerechter) Stoß führt durch die vom Zapfen auf den Lochstein ausgeübte Kraft zur Verschiebung der Steinfassung auf dem Innenkegel der Lagerschale schräg nach oben, bis die zylindrische Anschlagfläche der Unruhwelle an der innenzylindrischen Begrenzungsfläche der Lagerschale anliegt. Die Steinfassung wird hierbei nicht verkippt, sondern ihre Achse verlagert sich nur parallel zur unbelasteten Ausgangslage (somit auch die der Steine). Bei einem schrägen Stoß liegt eine Kombination von axialem und radialem Stoß vor, so dass beide Anschlagflächen der Unruhwelle wirksam werden. Außer bei einem axialen Stoß, der ohnehin eine Idealisierung darstellt, werden immer die Stoßsicherungen beider Unruhlager wirksam. Zum Beispiel bewegt sich bei einem radialen Stoß die obere Steinfassung schräg nach oben und die untere schräg nach unten. Nach einem Stoß kehrt die Unruh aufgrund der Federkräfte der Lyrafedern wieder in ihre unbelastete Ausgangslage zurück.
Die Super-Shock-Resist-Stoßsicherung verwendet zwei Blattfedern. Die eine ermöglicht das axiale Ausweichen des Decksteins (Axialfeder), während die andere eine allseitige radiale Verschiebung des Lochsteins gewährleistet (Radialfeder). Dazu ist eine besondere Form der Radialfeder erforderlich. Der Deckstein sitzt fest in der Decksteinfassung. Der Lochstein wird von der Radialfeder gehalten. Bei der Montage wird die Axialfeder mit ihren Laschen in die Nuten der Lagerschale eingesetzt, die Laschen werden heruntergedrückt und dann die Feder verdreht, so dass die Laschen mit Spannung unter dem Rand der Lagerschale sitzen. Die Feder wird so von der Decksteinfassung verwölbt und unter Vorspannung gesetzt. Der Lochstein gleitet bei radialem Stoß auf einer ebenen Fläche der Lagerschale gegen die Kraft der Radialfeder. Ein Axialstoß verschiebt den Deckstein mit seiner Fassung axial in der Lagerschale. Die Anschlag- und Begrenzungsflächen entsprechen denen der Incabloc-Sicherung.
Die Firma Junghans hat eine Stoßsicherung entwickelt, die der Super-Shock-Resist-Sicherung ähnelt. Es werden jedoch keine Radialfedern verwendet. Stattdessen sind die Unruhzapfen sehr lang ausgeführt und stellen selbst Federn dar. Bei radialem Stoß verbiegen sie sich elastisch, bis die Anschlagfläche der Unruhwelle an die Begrenzungsfläche der Lagerschale anschlägt. Nach dem Stoß federn sie in ihre Ursprungsform zurück. Im Bild ist die Verformung zur Verdeutlichung übertrieben dargestellt.
Das Incaflexsystem ist keine Stoßsicherung im eigentlichen Sinne. Die elastisch verformbaren Unruhschenkel (ähnlich der Radialfeder der Super-Shock-Resist-Sicherung) bewirken lediglich, dass ein Stoß nicht schlagartig auf die Unruhzapfen wirkt, sondern die Kraft anschwellend übertragen wird.